# Іст-Піорія (Іллінойс)
Іст-Піорія (англ. East Peoria) — місто (англ. city) в США, в окрузі Тазвелл штату Іллінойс. Населення — 22 484 особи (2020).

## Географія
Іст-Піорія розташований за координатами 40°40′24″ пн. ш. 89°32′30″ зх. д. / 40.67333° пн. ш. 89.54167° зх. д. (40.673377, -89.541764).  За даними Бюро перепису населення США в 2010 році місто мало площу 57,35 км², з яких 51,69 км² — суходіл та 5,66 км² — водойми.

## Демографія
Згідно з переписом 2010 року, у місті мешкали 23 402 особи в 9966 домогосподарствах у складі 6364 родин. Густота населення становила 408 осіб/км².  Було 10590 помешкань (185/км²).
Расовий склад населення:
| - 95,4 % — білих - 1,0 % — чорних або афроамериканців - 1,0 % — азіатів - 0,3 % — корінних американців |

До двох чи більше рас належало 1,7 %. Частка іспаномовних становила 2,2 % від усіх жителів.
За віковим діапазоном населення розподілялося таким чином: 21,5 % — особи молодші 18 років, 61,5 % — особи у віці 18—64 років, 17,0 % — особи у віці 65 років та старші. Медіана віку мешканця становила 40,9 року. На 100 осіб жіночої статі у місті припадало 94,4 чоловіків;  на 100 жінок у віці від 18 років та старших — 92,3 чоловіків також старших 18 років.
Середній дохід на одне домашнє господарство  становив 68 309 доларів США (медіана — 50 877), а середній дохід на одну сім'ю — 81 896 доларів (медіана — 69 048). Медіана доходів становила 47 105 доларів для чоловіків та 35 362 долари для жінок. За межею бідності перебувало 11,3 % осіб, у тому числі 17,7 % дітей у віці до 18 років та 9,3 % осіб у віці 65 років та старших.
Цивільне працевлаштоване населення становило 11 560 осіб. Основні галузі зайнятості: освіта, охорона здоров'я та соціальна допомога — 25,5 %, виробництво — 15,5 %, роздрібна торгівля — 12,6 %.